# ذاكر حسين (سياسي باكستاني)
ذاكر حسين (بالأردوية: ذاکِر حسین)‏، (2 نوفمبر 1897 - 24 مايو 1971) هو سياسي باكستاني شغل منصب حاكم شرق باكستان ووزير داخلية باكستان، وكلاهما خلال حكم النظام العسكري للرئيس أيوب خان.